# Entreprise de Transports de Malaga SAM
Vous pouvez aider à l'améliorer ou bien discuter des problèmes sur sa page de discussion.
- Il ne cite pas suffisamment ses sources. Vous pouvez indiquer les passages à sourcer avec {{référence nécessaire}} ou {{Référence souhaitée}}, et inclure les références utiles en les liant aux notes de bas de page. (Marqué depuis août 2023)
- Son texte doit être wikifié : il ne correspond pas à la mise en forme Wikipédia (style, typographie, liens internes, liens entre les wikis, etc.). (Marqué depuis août 2023)
- Il relève du guide pratique, ce qui n'est pas de nature encyclopédique. Vous pouvez reformuler les passages concernés, ou remplacer ce bandeau par {{pour Wikibooks}}, {{pour Wikiversité}}, ou {{pour Wikivoyage}}, afin de demander le transfert vers un projet frère plus approprié. (Marqué depuis janvier 2024)
- La traduction doit être revue. Le contenu est difficilement compréhensible à cause d’erreurs de traduction, peut-être dues à l’utilisation d’un logiciel de traduction automatique. (Marqué depuis mars 2025)
- Il est à actualiser. Certains passages sont obsolètes ou annoncent des événements désormais passés. (Marqué depuis mars 2025)

- Archive Wikiwix
- Bing
- Cairn
- DuckDuckGo
- E. Universalis
- Gallica
- Google
- G. Books
- G. News
- G. Scholar
- Persée
- Qwant
- (zh) Baidu
- (ru) Yandex
- (wd) trouver des œuvres sur Wikidata

L'Entreprise Malaguène de Transports, (en espagnol, Empresa Malagueña de Transportes) aussi appelée EMT Malaga, est une entreprise chargée du service des transports publics par autobus dans la ville de Malaga, en Espagne. Elle dispose de 34 lignes régulières, 4 lignes à parcours circulaire, 5 lignes de nuit, 2 lignes express et, en plus, des services spéciaux lors d'événements tels que la Foire de Malaga, les fêtes de Noël, la Semaine sainte ou le Festival Terral.
Les origines de cette entreprise remontent à l'année 1884, où on a commencé le projet de la première ligne de tramway de la ville, tirée par des animaux. Son nom actuel a été choisi en 1984, tandis que son image et son logo ont été conçus en 2002, les autobus étant dès lors peints en bleu.

## Histoire

### Société Municipale de Tramways
Le début de l'EMT date de l'an 1884, où on a conçu une première ligne de tramway reliant le centre-ville au quartier d'El Palo, situé à l'est de la ville. En 1885, cette première ligne a débuté et en 1891, il y avait déjà trois lignes opérationnelles, à destination d'Arroyo de la Caleta, d'El Palo et de Boquete del Muelle. À ce moment-là, on disposait de 17 tramways. Des années après on a acquis les premiers tramways électriques, qui feraient leur début en 1905 dans la ligne d'El Palo.
En 1907, les deux lignes restantes ont été aussi électrifiées. En 1923 il y avait déjà six lignes reliant des zones de Malaga depuis le quartier de Huelin jusqu'au quartier d'El Palo. On disposait déjà de plus de 30 tramways et d'une population de 150 000 habitants dans la capitale. Les premiers autobus arriveraient à Malaga en 1927 pour les deux lignes principales de Malaga (celles des quartiers d'El Palo et de Ciudad Jardín).

### Service Municipal de Transports Urbains
En 1949, la SMT (Société Municipale de tramways) s'est trouvée en situation de faillite, donc la mairie de Malaga a décidé de créer le SMTU (Service Municipal de Transports Urbains), bien que les matériaux étaient obsolètes ; 30 tramways pour 3 lignes (le reste des lignes étaient, à ce moment-là, des concessions privées). En plus, la population avait augmenté jusqu'à plus de 200 000 habitants, donc il fallait chercher une solution. Dans les années 1950, les tramways ont disparu et donc aussi trois des lignes de transport publiques de la mairie.
Dans les années 1960 et 1970, il y a eu une forte augmentation du nombre d'habitants dans la ville de Malaga : de 300 000 à 460 000, donc le SMTU a aussi augmenté ses services et ses ressources matériaux, en disposant de 17 lignes et 109 autobus en 1979. De plus, il y avait 20 lignes plus, correspondant à des concessions privées, mais dont le service était déplorable et détérioré.

### Entreprise de Transports de Malaga

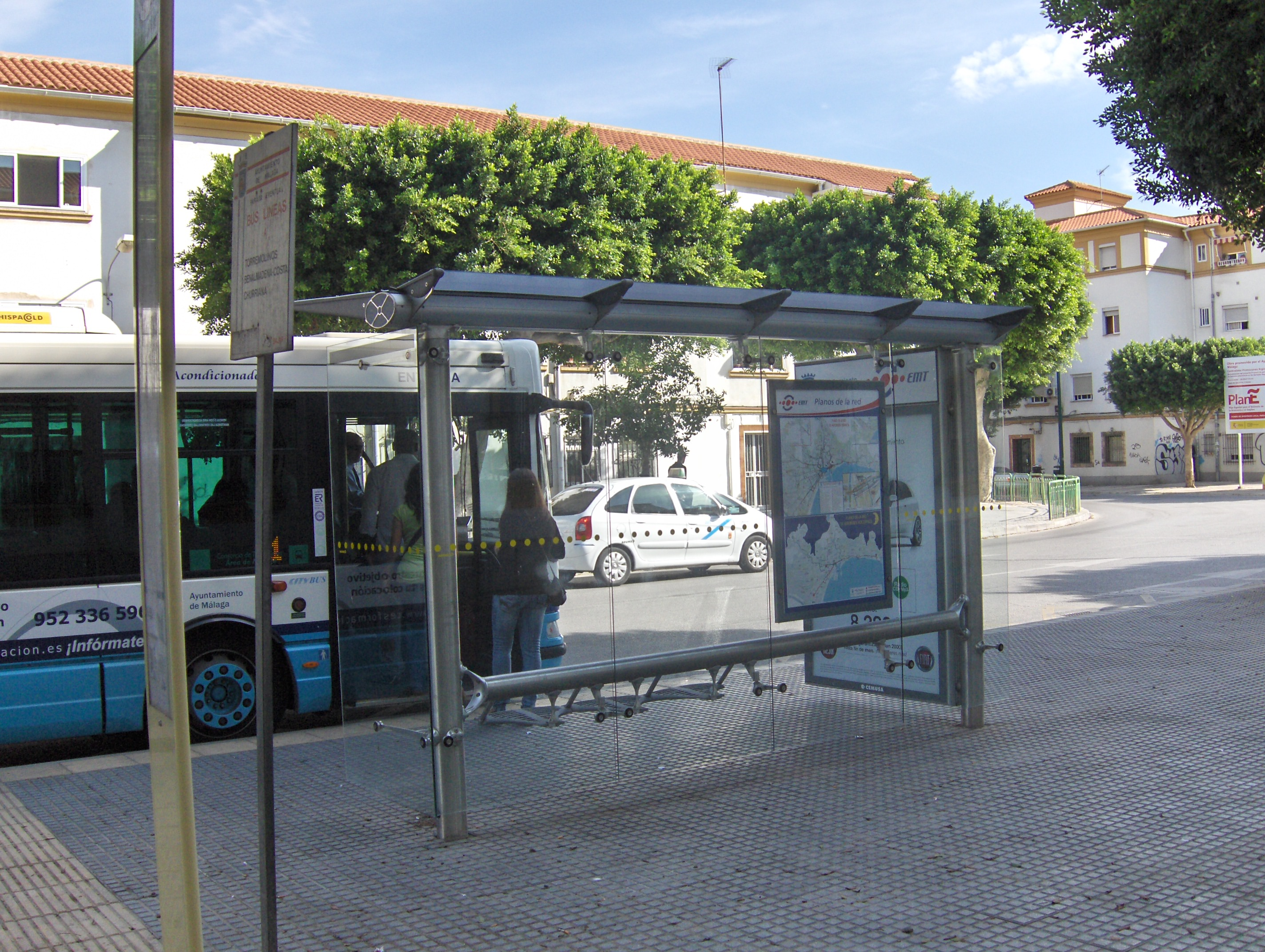
Arrêt de bus de l'EMT à l'avenue Avenida de la Paloma.

Dans les années 1980, un processus de récupération des lignes privées a commencé ; en 1982 et 1983, on a récupéré 7 lignes et, en 1984, un changement s'est produit dans l'entreprise, ceci devenant l'Entreprise de Transports de Malaga (Société Anonyme Municipale). Alors la flotte de l'EMT a pris une image uniforme, le couleur de ses autobus n'étant plus crème, mais orange et blanc (ces deux couleurs séparés par une frange noire horizontale). Entre 1985 et 1992, l'EMT a acheté de nouveaux véhicules climatisés (sa flotte ayant augmenté à 187 autobus) et a récupéré les lignes privés restantes.
En 1987 l'EMT a quitté son ancien siège d'El Palo (jusqu'alors opérationnelle depuis 1905) pour déménager dans son siège actuel à Camino de San Rafael (proche de l'emplacement actuel de la foire de Malaga). En 1988 on a inauguré la gare routière de Malaga (ainsi que la gare ferroviaire Estación de Málaga-María Zambrano), aussi gérée par l'EMT.
En 1991, les autobus prennent le couleur vert pistache et le logo de l'entreprise devient violet en souvenir des couleurs de la ville de Malaga (dont le drapeau est vert et violet). De 1992 à 1994, on a fait des expériences à propos de l'application dans les autobus du système de géo-localisation par satellite (GPS), l'ancêtre de celui actuel : le Système d'Aide à l'Exploitation (SAE). De 1997 à 1998 on a testé la carte à puce dans les autobus pour la première fois en Espagne. Sa période d'observation, dans la ligne 11 et avec les utilisateurs réels du bus, a été de trois mois.
En 2002, l'entreprise a subi un changement sur sa direction, son image et son logo, les autobus étant dès lors bleu et blancs. En 2007, sa flotte a augmenté jusqu'à 240 autobus, l'entreprise ayant acquis quatre nouveaux autobus à gaz naturel (qui ont réduit l'émission de particules) et 80 nouveaux autobus qui ont peu à peu substitué les véhicules les plus anciens de la flotte. En plus, l'entreprise a adapté ses véhicules à l'emploi d'un combustible alternatif et recyclé : le biogazole, obtenu à partir de l'huile végétale ou animale déjà utilisée.
En automne de 2007, on a commencé à utiliser la technologie innovante Euro IV dans un nouveau autobus qui réduisait les émissions polluantes. En 2008 on a acquis un minibus entièrement électrique qui a parcouru le centre-ville au cours de la période de Noël 2008 et de l'année 2009.
En 2009 on a acquis un lot de 40 autobus standard et 10 autobus articulés, chacun disposant de la technologie Euro V(es) « La EMT compra 50 autobuses adaptados a los discapacitados »(Archive.org • Wikiwix • Archive.is • Google • Que faire ?), La Opinión de Málaga. À cette année-là, les autobus urbains de Malaga ont été un des supports d'une campagne publicitaire controversée promue par des collectifs d'athées(es) « La publicidad atea llega a los autobuses de Málaga el lunes »(Archive.org • Wikiwix • Archive.is • Google • Que faire ?), La Opinión de Málaga. Le tornade de février 2009 à Malaga a causé de nombreux dégâts matériels aux dépôts de l'EMT.
En 2013, du fait de l'inauguration du métro léger de Malaga à la fin de cette année-là, l'EMT a commencé une restructuration du réseau des lignes d'autobus incluant de nouvelles lignes, des unifications de certaines lignes et des disparitions d'autres lignes.
En février 2013 a débuté la ligne 11, reliant le quartier d'El Palo au campus universitaire de Teatinos. À la fin de mars 2013 l'ancienne ligne 20 (ne pas confondre avec celle actuelle) a été unifiée avec la ligne 11, et le parcours de la ligne 3 a été allongée jusqu'à El Palo.
Il y a eu aussi de moindres changements tels que le déplacement du point de départ des lignes 32, 33, 34, 35 et 37 au côté sud de l'avenue Avenida de Andalucía, leurs parcours étant donc allongés quelques mètres. Cela répond à l'ordre de libérer l'avenue Alameda Principal de certains arrêts de bus, puisqu'aujourd'hui elle remplit la fonction d'échangeur de lignes d'autobus urbaines.
Le 26 janvier 2015 a débuté la ligne 40, reliant le littoral de Malaga depuis l'avenue Paseo de la Farola jusqu'au quartier de Sacaba Beach.
Le 4 mai 2015, après plus d'une décennie sans être opérationnelle, la ligne 62 est revenue au service, en reliant dès lors le district de Puerto de la Torre au campus universitaire de Teatinos.

## Services de l'EMT

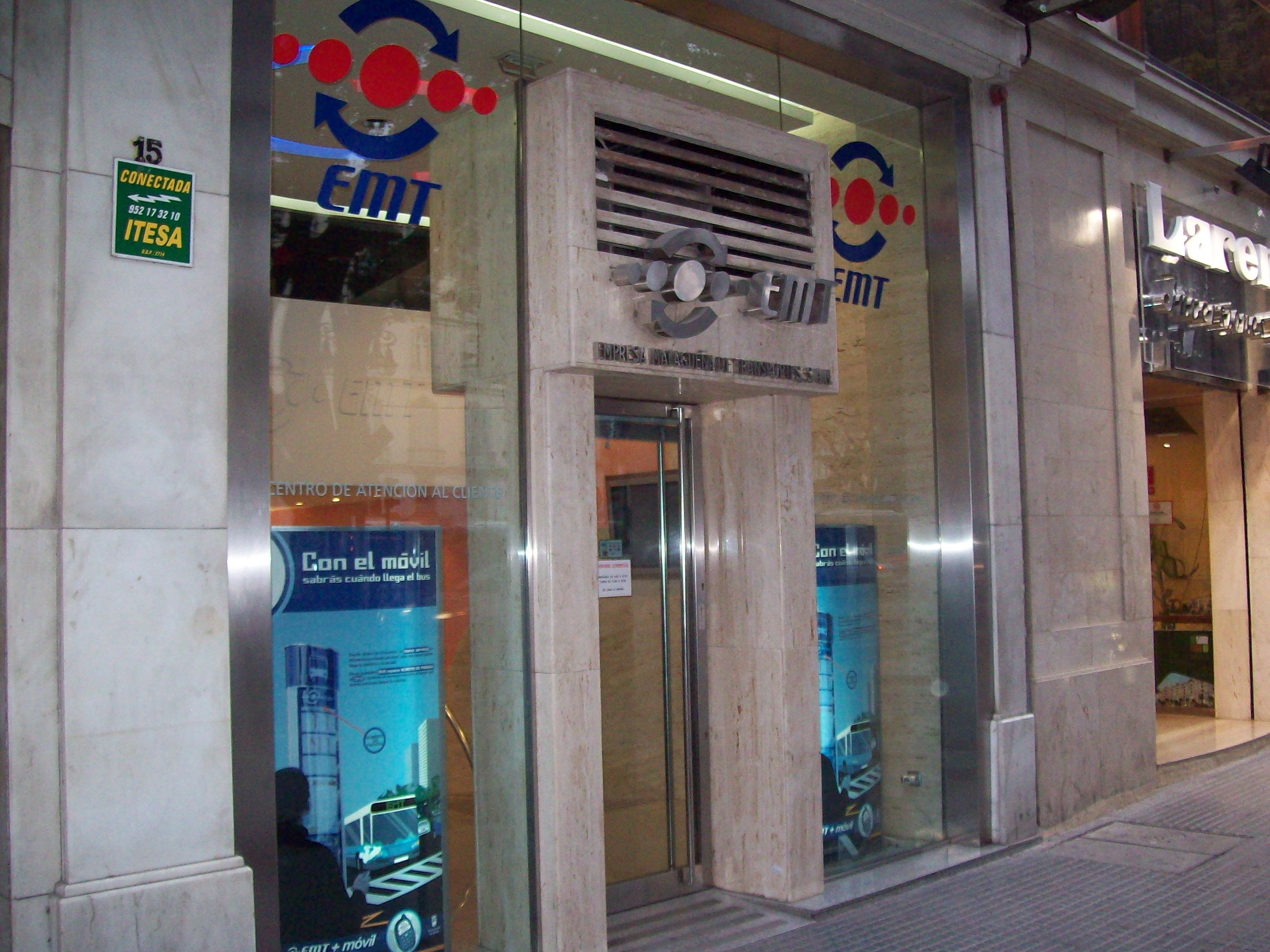
Centre de service à la clientèle de l'EMT à l'avenue Alameda Principal.

L'EMT met à disposition de la population 40 lignes régulières de jour, 4 lignes régulières de nuit (ainsi qu'une ligne de nuit le samedi) et 6 lignes spéciales à horaire régulier.

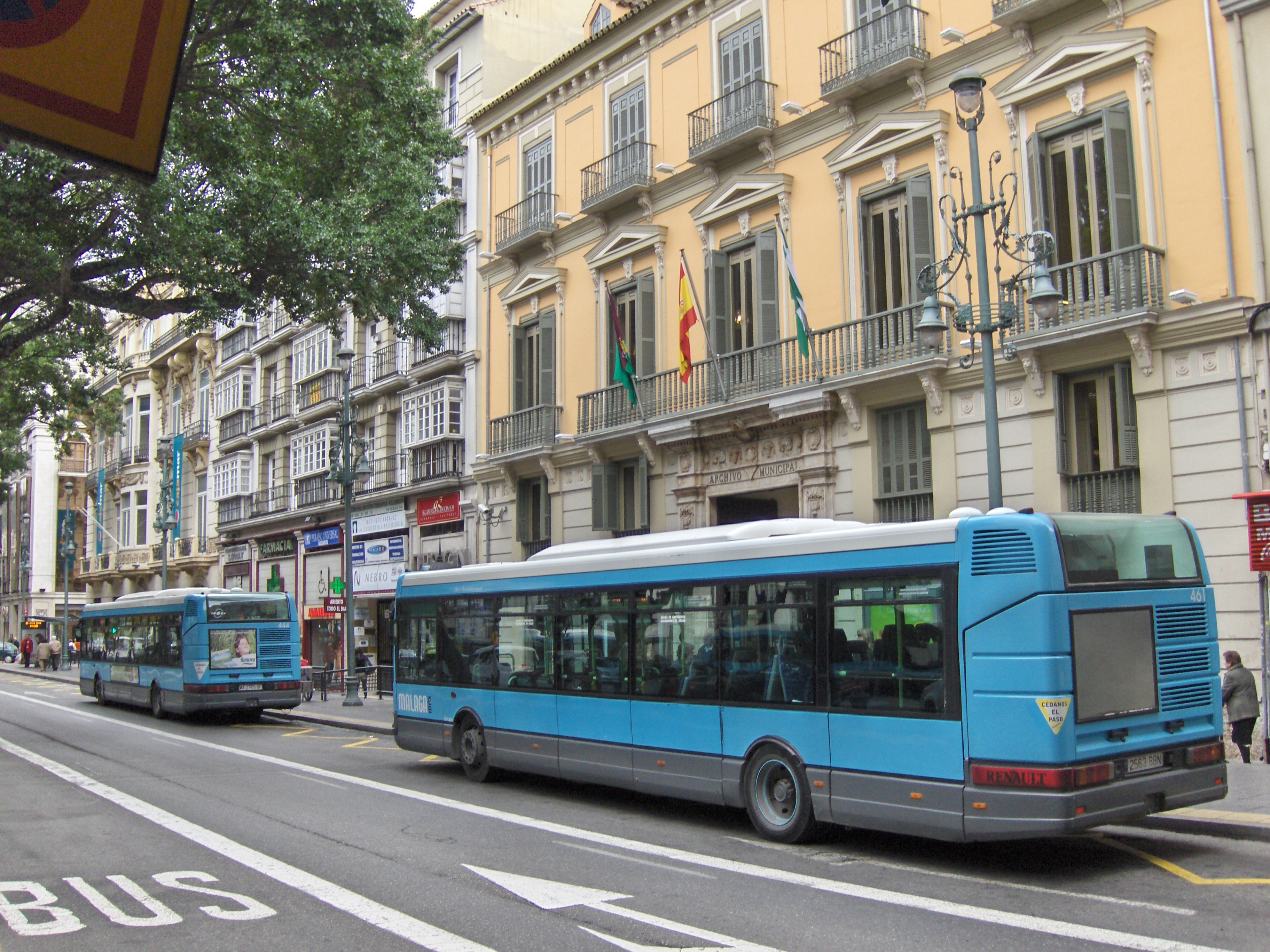
Autobus au côté sud de l'avenue Alameda Principal.

### Lignes régulières de jour

Logo des lignes nocturnes du réseau EMT de Malaga.

| Ligne | Parcours                                                                                                  | Fréquence estimée (jours ouvrables)                            | Fréquence estimée (samedi)                                     | Fréquence estimée (dimanche et jours fériés) |
| ----- | --- | -------------------------------------------------------------- | -------------------------------------------------------------- | -------------------------------------------- |
| 1     | Parque del Sur – Alameda Principal – San Andrés                                                           | 9-11 minutes                                                   | 12-13 minutes                                                  | 14-16 minutes                                |
| 2     | Alameda Principal – Ciudad Jardín                                                                         | 13-15 minutes                                                  | 12-13 minutes                                                  | 15 minutes                                   |
| 3     | Puerta Blanca – Alameda Principal – El Palo (Carretera de Olías)                                          | 9-10 minutes                                                   | 11-13 minutes                                                  | 12-13 minutes                                |
| 4     | Paseo del Parque – Cruz Humilladero – Cortijo Alto                                                        | 12-13 minutes                                                  | 12-15 minutes                                                  | 15-17 minutes                                |
| 5     | Alameda Principal – Guadalmar – Parque de Ocio                                                            | 34-37 minutes                                                  | 35-37 minutes                                                  | 35-40 minutes                                |
| 7     | Parque Litoral – Misericordia – Alameda Principal – Miraflores de los Ángeles – Carlinda                  | 9-12 minutes                                                   | 13-15 minutes                                                  | 16 minutes                                   |
| 8     | El Palo – Carlos Haya – Clínico                                                                           | 11-12 minutes                                                  | 16-20 minutes                                                  | 16-20 minutes                                |
| 9     | Alameda Principal – Avenida de Velázquez - Churriana (par le centre médical de Churriana)                 | 40-50 minutes                                                  | 35-45 minutes, mais 90 minutes à partir de 19 h                | 75-90 minutes                                |
| 10    | Alameda Principal – Avenida de Velázquez – Churriana (par la rue Torremolinos)                            | 40-50 minutes                                                  | 35-45 minutes                                                  | 75-90 minutes                                |
| 11    | Universidad (campus universitaire de Teatinos) – Alameda Principal – El Palo (Playa Virginia)             | 9-11 minutes                                                   | 18-22 minutes                                                  | 20-24 minutes                                |
| 14    | Paseo de la Farola – Carranque – Teatinos                                                                 | 10-11 minutes                                                  | 12-13 minutes                                                  | 15 minutes                                   |
| 15    | La Virreina – Carlos Haya – Santa Paula                                                                   | 12-13 minutes                                                  | 15 minutes                                                     | 15 minutes                                   |
| 17    | Alameda Principal – Las Virreinas – La Palma                                                              | 11 minutes                                                     | 12 minutes                                                     | 12-15 minutes                                |
| 18    | Ciudad Jardín – Teatinos (campus universitaire de Teatinos)                                               | 25-30 minutes en heure de pointe (45-55 min le reste du jour)  | 30-40 minutes en heure de pointe (70 minutes le reste du jour) | 70 minutes                                   |
| 19    | Paseo del Parque – Intelhorce – Campanillas - Maqueda                                                     | 20-35 minutes                                                  | 30-35 minutes                                                  | 45-48 minutes                                |
| 20    | Alegría de la Huerta – Avda. Manuel Agustín Heredia – Los Prados                                          | 15-17 minutes                                                  | 17-19 minutes                                                  | 19-22 minutes                                |
| 21    | Paseo del Parque – Carlos Haya – Puerto de la Torre                                                       | 12-13 minutes                                                  | 16 minutes                                                     | 20 minutes                                   |
| 22    | Avenida de Molière – Tiro de Pichón – Universidad (campus universitaire de Teatinos)                      | 12-13 minutes (18-20 minutes en dehors des périodes scolaires) | 30 minutes                                                     | 30 minutes                                   |
| 23    | Paseo del Parque – El Cónsul – Parque Cementerio                                                          | 20-30 minutes                                                  | 25-40 minutes                                                  | 40 minutes                                   |
| 25    | Paseo del Parque – Campanillas – Maqueda                                                                  | 13-20 minutes                                                  | 27-30 minutes                                                  | 27-30 minutes                                |
| 27    | Avda. Manuel Agustín Heredia – Santa Bárbara – Polígono Industrial Guadalhorce                            | 80 minutes                                                     | 70-75 minutes (seulement de 7 h à 14 h)                        | Hors service                                 |
| 28    | Santa Águeda – Campanillas – Los Núñez                                                                    | 95-100 minutes                                                 | 85-90 minutes                                                  | 85 minutes                                   |
| 29    | Jarazmín – El Palo (ligne à parcours circulaire)                                                          | 60 minutes                                                     | Hors service                                                   | Hors service                                 |
| 30    | Alameda Principal – Mangas Verdes                                                                         | 45-50 minutes                                                  | Hors service                                                   | Hors service                                 |
| 31    | Alameda Principal – Carranque – Palacio de los Deportes                                                   | 17-21 minutes                                                  | 20-25 minutes                                                  | 25-28 minutes                                |
| 32    | Avenida de Andalucía – Limonar – Mayorazgo                                                                | 16-25 minutes                                                  | 40 minutes                                                     | 40 minutes                                   |
| 33    | Avenida de Andalucía – Cerrado de Calderón                                                                | 25-35 minutes                                                  | 60 minutes                                                     | 60 minutes                                   |
| 34    | Avenida de Andalucía – Pedregalejo                                                                        | 25-35 minutes                                                  | 60 minutes                                                     | 60 minutes                                   |
| 35    | Avenida de Andalucía – Gibralfaro                                                                         | 40-50 minutes                                                  | 40-50 minutes                                                  | 40-50 minutes                                |
| 36    | Avenida de Andalucía – Conde Ureña                                                                        | 60 minutes                                                     | 60 minutes                                                     | Hors service                                 |
| 37    | Avenida de Andalucía – Altamira – Monte Dorado                                                            | 25-35 minutes                                                  | 60-65 minutes                                                  | 50-60 minutes                                |
| 38    | Paseo del Parque – Granja Suárez                                                                          | 30 minutes                                                     | 25-45 minutes                                                  | 50-60 minutes                                |
| 40    | Paseo de la Farola – Sacaba Beach                                                                         | 60 minutes                                                     | Hors service                                                   | Hors service                                 |
| 62    | Puerto de la Torre – Universidad (camous universitaire de Teatinos)                                       | 45 minutes                                                     | Hors service                                                   | Hors service                                 |
| C1    | Circular 1 (Martínez de la Rosa-Séneca – Alameda Principal, ligne circulaire dans le sens horaire)        | 12 minutes                                                     | 15 minutes                                                     | 20 minutes                                   |
| C2    | Circular 2 (Camino de Suárez-Blas de Lezo – Alameda Principal, ligne circulaire dans le sens antihoraire) | 12 minutes                                                     | 15 minutes                                                     | 15-18 minutes                                |
| C3    | Circular Parque Clavero (ligne à parcours circulaire)                                                     | 15 minutes                                                     | 15 minutes (seulement de 8 h 30 à 14 h 45)                     | 15 minutes (seulement de 8 h 30 à 14 h 45)   |
| C6    | Circular La Milagrosa (ligne à parcours circulaire)                                                       | 20 minutes                                                     | 20 minutes                                                     | 20 minutes                                   |
| C8    | Circular Churriana (ligne à parcours circulaire)                                                          | 40 minutes (seulement de 8 h 15 à 12 h 20)                     | Hors service                                                   | Hors service                                 |
| A     | Paseo del Parque – Aéroport de Malaga-Costa del Sol                                                       | 23-30 minutes                                                  | 20-30 minutes                                                  | 20-30 minutes                                |

### Lignes régulières de nuit
| Ligne   | Parcours                                                                    | Départs (jours ouvrables) |
| ------- | --------------------------------------------------------------------------- | --- |
| N1      | Puerta Blanca – Alameda Principal – El Palo                                 | Sorties depuis Puerta Blanca : 23 h, 23 h 30, 23 h 55, 0 h 20, 0 h 35, 0 h 45, 1 h, 1 h 30, 2 h, 2 h 35, 3 h, 3 h 55, 5 h 15. Sorties depuis El Palo : 23 h 5, 23 h 35, 23 h 50, 0 h 15, 0 h 40, 1 h 5, 1 h 20, 1 h 35, 1 h 50, 2 h 15, 2 h 40, 3 h 15, 4 h 30, 5 h 45.                       |
| N2      | Plaza de la Marina (ligne à parcours circulaire)                            | Sorties depuis Alameda Principal : 0 h 15, 0 h 45, 1 h 10, 2 h, 3 h 20, 4 h 10, 5 h 5, 6 h. |
| N3      | Paseo del Parque - Paseo de los Tilos - Avda. Ortega y Gasset - Campanillas | Sorties depuis Paseo del Parque : 0 h 30 et 2 h 45 (vendredi, samedi et la veille des jours fériés) Sorties depuis Maqueda : 1 h 35 (vendredi, samedi et la veille des jours fériés) |
| N4      | Alameda Principal – Teatinos – Puerto de la Torre                           | Sorties depuis Alameda Principal : 23 h 30, 0 h 15, 1 h, 1 h 45, 2 h 30, 4 h, 5 h 30 (Sorties à 4 h et 5 h 30 du jeudi au samedi seulement) Sorties depuis Puerto de la Torre : 0 h 15, 1 h, 1 h 45, 2 h 30, 3 h 15, 4 h 45 (Sorties à 2 h 30, 3 h 15 et 4 h 45 du jeudi au samedi seulement) |
| N5 M138 | Avenida Manuel Agustín Heredia - Guadalmar - Churriana                      | Sorties depuis M. A. Heredia : 1 h 30 et 3 h 30 (samedi) Sorties depuis Alhaurín de la Torre : 0 h 30 et 2 h 30 (samedi) |

### Services spéciaux ou éventuels
| L                                | UMA – El Cónsul - Ingenierías                                                                                        | (En service sulement pendant la saison de classe)                                       | 10-16 minutes en heure de pointe | 25-35 minutes le reste du jour |
| E                                | Paseo del Parque – Parque Tecnológico de Andalucía                                                                   | Ancienne ligne 25 Exprés (express).                                                     |                                  |                                |
| 90                               | Estación Marítima – Paseo del Parque                                                                                 | Ligne qui relie la gare maritime de Malaga au centre-ville.                             |                                  |                                |
| 91                               | Av. Explanada de la Estación: Estación de Autobuses (gare routière de Malaga) - Jardín Botánico La Concepción        | -                                                                                       |                                  |                                |
| 92 Bus touristique (ligne rouge) | Av. Explanada de la Estación: Estación de Autobuses (gare routière de Malaga) (ligne à parcours circulaire)          | Autobus touristique dont le parcours inclut les lieux les plus emblématiques de Malaga. |                                  |                                |
| 93 Bus touristique (ligne bleue) | Av. Explanada de la Estación: Estación de Autobuses (gare routière de Malaga) - Paseo del Parque: Plaza de la Marina | -                                                                                       |                                  |                                |

### Autobus de renfort des lignes
Ce sont des lignes spéciaux qui circulent seulement quand des renforts deviennent nécessaires dans une certaine partie du parcours des lignes normales.
| Ligne | Parcours                                                          | Ligne principale |
| ----- | ----------------------------------------------------------------- | ---------------- |
| 1.1   | Parque del Sur - Paseo del Parque                                 | 1                |
| 1.2   | Av. M. Agustín Heredia – San Andrés                               | 1                |
| 7.1   | Carlinda - Hilera                                                 | 7                |
| 7.2   | Av. M. Agustín Heredia - Parque Litoral                           | 7                |
| 11.1  | Paseo del Parque – El Palo                                        | 11               |
| 11.2  | Av. de Andalucía – Universidad (campus universitaire de Teatinos) | 11               |
| 20.1  | Av. M. Agustín Heredia – Los Prados                               | 20               |
| 20.2  | Puente de la Aurora - Alegría de la Huerta                        | 20               |

### Services temporaux
Chaque année, l'EMT met des services d'autobus spéciaux à disposition des habitants de Malaga pour satisfaire leurs besoins de transports dans certains événements. Par exemple, pendant la Foire de Malaga, la plupart des lignes offrent des services spéciaux, avec des parcours adaptés à l'occasion et des horaires de nuit, et de même pour le Festival Terral d'été et La Noche en Blanco (la nuit blanche), où les lignes qui traversent le centre-ville circulent de nuit.

#### Services spéciaux pour la Foire de Malaga
Ces services spéciaux d'autobus circulent pendant la semaine de la Foire de Malaga, de 21 h à 6 h 30. En 2022, le ticket coûtait 2 € et le prix de la carte 10 voyages était 20 €, mais ces prix peuvent être modifiés chaque année. La carte « Foire » d'autobus peut s'utiliser pour tout une année, non seulement pour les lignes spéciaux de foire, mais aussi pour les lignes ordinaires (sauf la ligne A).
| Ligne | Parcours                                        |
| ----- | ----------------------------------------------- |
| 1A    | Ciudad Jardín - Capuchinos - Victoria           |
| 1B    | San Andrés - Dos Hermanas                       |
| 2     | Ciudad Jardín - San José - Alegría de la Huerta |
| 3A    | Puerta Blanca - Av. de Velázquez - Huelin       |
| 3B    | Ayala - Huelin - Héroe De Sostoa                |
| 4     | Los Tilos - Cruz de Humilladero                 |
| 5     | Guadalmar - San Julián                          |
| 7A    | Arroyo - Camino Suárez - Gamarra                |
| 7B    | Parque Lítoral - Misericordia - Huelin          |
| 8A    | Mármoles - Cmno. de Antequera                   |
| 8B    | El Cónsul - Colonia Santa Inés - Soliva         |
| 9     | Av. de Velázquez - Churriana                    |
| 11    | El Palo - Pedregalejo                           |
| 17    | La Palma - Trinidad - Eugenio Gross             |
| 18    | Ciudad Jardín - Teatinos (1,40 €)*              |
| 19    | Maqueda-Campanillas-Intelhorce-Ortega y Gasset  |
| 20    | Alegría de la Huerta - Los Prados (1,40 €)*     |
| 21    | Puerto de la Torre - Junta Los Caminos          |
| 22    | Av. de Velázquez - Universidad (1,40 €)*        |
|       |                                                 |
| 38    | Granja Suárez - Carlinda                        |
| F     | Centro - Recinto Ferial**                       |

(*) Les lignes 18, 20 et 22 maintiennent leurs parcours normaux. Le parcours du ligne 18 a un arrêt additionnelle sur l'avenue Avenida María Zambrano. Les lignes de jour 4 et 22 ont un parcours modifié : les autobus ne passent pas par le quartier de Cortijo Alto, mais ils sont déviés sur l'avenue Ortega y Gasset et l'avenue María Zambrano. La ligne 20 a un parcours modifié selon l'heure précise :
- De 6:20 à 21:00 : rue Juan Gris, avenue Ortega y Gasset, París (zone de Cruz de Humilladero), parcours habituel.
- De 21:00 à 0:00 :
  - En direction de Los Prados : avenue Ortega y Gasset, rue Max Estrella, rue Mefistófeles, rue Pierrot, avenue María Zambrano, avenue Blas Infante, rue Rosamunda, París (zone de Cruz de Humilladero), parcours habituel.
  - En direction d'Alegría de la Huerta : París (zone de Cruz de Humilladero), rue Rosamunda, avenue Blas Infante, avenue María Zambrano, rue Hamlet, rue Mefistófeles, rue Max Estrella, avenue Ortega y Gasset, parcours habituel.

Horaire de la ligne 20 : de 6:20 à 0:00.
- (**) La ligne F est en service les 24 heures du jour. Son parcours commence près du rond-point devant rue Larios (avenue Alameda Principal) de jour. La nuit, son parcours commence au côté sud de l'avenue Alameda Principal (sur le trottoir où se trouve l'arrêt des lignes 3 et 11)

Note : ces informations sont peut-être périmées : il se peut que les lignes d'autobus (ainsi que leurs parcours) en service pendant la Foire de Malaga ont été modifiées.

### Services disparus

#### Lignes disparues
| Ligne     | Parcours                                                                           | Notes |
| --------- | ---------------------------------------------------------------------------------- | --- |
| 2.1       | Puente de la Aurora – Cortijo Bazán                                                | Ligne unifiée avec la ligne 26, maintenant la ligne 20. |
| 2.2       | Puente de la Aurora – Jardín de Málaga                                             | Ligne unifiée avec la ligne 26, maintenant la ligne 20. |
| 2.3       | Puente de la Aurora – Alegría de la Huerta                                         | Ligne unifiée avec la ligne 26, maintenant la ligne 20. |
| 4.1       | Av. Manuel Agustín Heredia – Res. Nueva Alameda                                    | Ligne unifiée avec la ligne 4. |
| 5         | Conde de Ureña – Estación FFCC (gare ferroviaire de Malaga)                        | C'est l'ancienne ligne 5, disparue en raison de la création des deux premières lignes à parcours circulaire. Cette ligne reliait le quartier de Conde Ureña à la gare ferroviaire de Malaga. Elle a disparu avant sa modification, quand la zone de Parque de Ocio n'avait pas l'intérêt commercial qu'elle présente aujourd'hui.                                             |
| 6         | Alameda Principal – La Milagrosa                                                   | Substituée par la ligne C6. |
| 8.1       | Alameda Principal – Granja Suárez                                                  | Maintenant la ligne 38. |
| 9         | Alameda Principal – Gamarra – Nueva Málaga                                         | C'est l'ancienne ligne 9, disparue en raison de la création des deux premières lignes à parcours circulaire. Elle reliait l'avenue Alameda Principal aux quartiers de Gamarra et Nueva Málaga. |
| 12        | Paseo del Parque – San Andrés                                                      | Cette ligne a disparu à cause de sa union avec l'ancienne ligne 1, dont le parcours finissait, à ce moment-là, à l'avenue Alameda Principal. La ligne 12 partait de la place Plaza del General Torrijos, à la fin de l'avenue Paseo del Parque, et traversait ensuite l'avenue Alameda Principal pour continuer le parcours actuel de la ligne 1, en direction de San Andrés. |
| 13        | Eugenio Gross – Paseo de la Farola                                                 | Auparavant, la ligne 13 commençait son parcours sur l'avenue Paseo Marítimo Ciudad de Melilla et parcourait ensuite le centre historique de Malaga jusqu'à la rue Martínez de la Rosa. |
| 14        | Alameda Principal – Portada Alta                                                   | Cette ligne a été complètement modifiée après la disparition de l'ancienne ligne 18, qui a rendu nécessaire une modification du parcours de la ligne 14. |
| 16        | Paseo del Parque - Térmica                                                         | Disparue en 2018, après avoir été unifiée avec la ligne 7 actuelle. |
| 18        | Paseo de la Farola – Carranque                                                     | L'ancienne ligne 18 reliait le quartier de Carranque au quartier de La Malagueta en traversant la rue Paseo de los Tilos. Cette ligne a disparu en raison de la modification du parcours de la ligne 14, qui a rendu nécessaire aussi la modification du parcours de la ligne 31.                                                                                             |
| 19        | Av. Manuel Agustín Heredia – Aeropuerto (Aéroport de Malaga-Costa del Sol)         | À l'origine, la ligne 19 reliait le centre-ville à l'aéroport de Málaga-Costa del Sol, son parcours commençant à la rue Postigo de los Abades et traversant ensuite l'avenue Paseo del Parque. Après la création de la ligne A Exprés (express), cette ligne a été reléguée au deuxième plan et, le premier octobre 2012, elle a disparu.                                     |
| 20        | Alameda Principal – Av. Andalucía – Universidad (campus universitaire de Teatinos) | À l'origine, la ligne 20 reliait l'avenue Alameda Principal au Campus Universitario de Teatinos ('campus universitaire de Teatinos'). Elle a disparu fin mars 2013 après avoir été unifié avec la ligne 11 actuelle. |
| 24        | Av. Manuel Agustín Heredia – San Rafael – Los Prados                               | Disparue après la création de la ligne 20 actuelle. |
| 25 Exprés | Paseo del Parque – Parque Tecnológico de Andalucía                                 | Disparue le 19 octobre 2010 à cause de sa basse affluence. Cette ligne a été créée sur la base d'un accord entre le PTA (le Parc Technologique d'Andalousie) et l'EMT pour relier le centre-ville au parc technologique de Malaga de manière qu'on puisse y parvenir plus rapidement que dans la ligne 25. Elle a réapparu en 2016 sous le nom de ligne E.                    |
| 26        | Alameda Principal – Jardín de Málaga – Alegría de la Huerta                        | Disparue après la création de la ligne 20 actuelle. |
| 45        | Alameda Principal – Plaza Mayor                                                    | Cette ligne a été en service en été trois ans seulement, de juin à septembre. Il s'agissait d'un autobus nocturne en service de 23:00 à 2:00. |
| 61        | Alameda Principal – Jardín Botánico La Concepción                                  | Disparue après avoir été acquise par l'entreprise Portillo. |
| 64        | Alameda Principal – Peñón del Cuervo                                               | C'était un service spécial qui reliait le centre-ville au site de la célébration du festival d'été Etnimálaga, dans les environs de la plage de Peñón del Cuervo. |
| 64        | Alameda Principal – Avda. Andalucía – Rastro (marché aux puces de Malaga)          | Actuellement, seulement la ligne 20 relie le marché aux puces de Malaga (qui a lieu le dimanche au champ de foire de Malaga) au centre-ville. |

#### Service spécial de Noël (2009)
C'était un service spécial qui consistait à un minibus électrique qui parcourait le centre historique de Malaga afin de faciliter les courses de Noël. C'était gratuit et il avait une nouveauté : il n'y avait pas d'arrêts fixes car le minibus s'arrêtait à la demande de ses passagers et utilisateurs. Son parcours semi-circulaire incluait la rue Carretería, la rue Álamos, la place Plaza de la Merced, le tunnel de l'Alcazaba, la rue Guillén Sotelo, la rue Císter, la rue Duque de la Victoria, la place Plaza del Siglo, la rue Molina Lario, la rue Sancha de Lara, la rue Martínez, la rue Atarazanas, la place Plaza de Arriola et la rue Pasillo de Santa Isabel.

#### Ligne C4 (2010)
La ligne C4 a été en service pour une brève période de temps. Pour cette ligne, on employait notamment des microbus parce que les véhicules électriques qui devaient être employés étaient très souvent en panne. On a enfin décidé d'utiliser un minibus électrique, mais celui-ci est rapidement tombé en panne aussi.
En raison de la faute d'affluence de cette ligne, l'EMT a décidé de l'éliminer le 6 janvier (le jour des Rois Mages en Espagne), sans tenir en compte les demandes des habitants du centre historique de Malaga.
Son parcours commençait rue Carretería, et continuait rue Álamos, place Plaza del Teatro, place Plaza de Uncibay, rue Méndez Núñez, rue Granada, rue Molina Lario, rue Sancha de Lara, rue Martínez, rue Atarazanas, place Plaza de Arriola, rue Pasillo de Santa Isabel et, à nouveau, rue Carretería.
Aujourd'hui, le véhicule électrique est enfermé dans le dépôt de l'EMT, de telle façon qu'il a reçu le sobriquet de « tamagotchi » du fait qu'il est très rarement utilisé. En fait, on a considéré d'utiliser ce véhicule pour la ligne 36, reliant le quartier de Conde Ureña à la rue Alameda de Colón, pour augmenter ainsi le nombre d'utilisateurs de cette ligne ainsi que pour ne pas laisser que le véhicule électrique soit abandonné et pour commencer la disparition des microbus.

### Prix (juillet 2023)
| Moyen de paiement | Prix (juin 2023) (10 % TVA y compris)3 | Prix (2021) (10 % TVA y compris) | Prix (2012) (8 % TVA y compris) | Prix (2010) | Prix (2009) | Prix (2008) |
| --- | -------------------------------------- | -------------------------------- | ------------------------------- | ----------- | ----------- | ----------- |
| Ticket courant | 1,40 €                                 | 1,40 €                           | 1,20 €                          | 1,10 €      | 1,10 €      | 1 €         |
| Ticket spécial Foire de Malaga | -                                      | 1,70 €                           | 2 €                             | 2 €         | 1,50 €      | 1,50 €      |
| Carte unique du Consorcio de Transporte Metropolitano del Área de Málaga1                                                                            | 0,50 €                                 | 0,99 €                           | 0,80 €                          | 0,77 €      | -           | -           |
| Changement depuis un autobus du Consorcio de Transporte Metropolitano del Área de Málaga2                                                            | 0,33 €                                 | 0,65 €                           | 0,59 €                          | 0,57 €      | -           | -           |
| Carte 10 voyages Foire de Malaga | -                                      | 12,95 €                          | 14,95 €                         | 14,95 €     | 9,95 €      | 9,95 €      |
| Carte Transbordo (10 voyages) | 4,20 €                                 | 8,40 €                           | 7,35 €                          | 7 €         | -           | -           |
| Carte Transbordo (voyages illimités pour 1 mois) | 19,95 €                                | 39,95 €                          | 36,30 €                         | 34,30 €     | 34,30 €     | 32,50 €     |
| Abono Anual ('carte annuelle' : voyages illimités pour 1 an)                                                                                         | 217 €                                  | 290,00 €                         | -                               | -           | -           | -           |
| Carte Estudiante, carte Más Joven, carte UMA et carte Oro 27 (ce dernière pour les retraités) (voyages illimités pour 1 mois avec toutes ces cartes) | 13,50 €                                | 27 €                             | 24 €                            | 23 €        | 23 €        | 21,50 €     |
| Carte Oro Jubilado (pour les retraités) | Gratuite                               | Gratuite                         | Gratuite                        | Gratuite    | Gratuite    | Gratuite    |
| Carte Oro Jubilado 10 (pour les retraités) | 4,95 €                                 | 9,95 €                           | -                               | -           | -           | -           |
| Ticket Aeropuerto ('aéroport') (pour la ligne A Exprés)                                                                                              | 4 €                                    | 4 €                              | 2 €                             | -           | -           | -           |
| Caution à payer pour la carte Transbordo | 1,90 €                                 | 1,90 €                           | 1,80 €                          | 1,80 €      | 1,80 €      | 1,80 €      |

1 La carte prépayée du Consorcio de Transporte Metropolitano del Área de Málaga ('Consortium de Transport Métropolitain de la Zone de Malaga'), ainsi que celle des consortiums de transport des autres zones d'Andalousie, peut s'utiliser dans les autobus de l'EMT. Avec cette carte, le ticket courant a le prix d'un voyage dans la zone A, où l'EMT offre ses services.
2 C'est le prix du ticket courant de l'EMT obtenu avec la carte unique du Consorcio de Transporte Metropolitano del Área de Málaga, si on a fait juste avant un voyage dans un autobus interurbain payé par la même carte. Pour profiter de cette réduction du prix, le changement d'autobus doit se faire dans les limites de temps prévues.
3 Ces prix sont issus d'une bonification des prix des transports communs de la part de la mairie de Malaga.

### Flotte de véhicules
| Modèle                                  | Carrossier               | Nombre d'autobus | Taille | Carburant            | Plancher          | Rampe d'accès                                | Moyenne d'âge (estimation) |
| --------------------------------------- | ------------------------ | ---------------- | ------ | -------------------- | ----------------- | -------------------------------------------- | -------------------------- |
| Renault CityBus                         | Tata Hispano             | 5                | 12 m   | Diesel               | Surbaissé         | Oui                                          | 22,5 ans                   |
| Mercedes O-405GN2                       | Tata Hispano VOV II      | 13               | 18 m   | Diesel               | Surbaissé         | Oui                                          | 22 ans                     |
| Renault CityBus articulé                | Tata Hispano             | 15               | 18 m   | Diesel               | Surbaissé         | Oui                                          | 21 ans                     |
| Iveco Cityclass                         | Castrosua CS-40 City II  | 1                | 12 m   | Gaz naturel comprimé | Surbaissé continu | Oui                                          | 19 ans                     |
| MAN NM223F                              | Castrosua Magnus         | 15               | 9,7 m  | Diesel               | Surbaissé         | Oui                                          | 18 ans                     |
| Irisbus CityBus Art                     | Tata Hispano             | 12               | 18 m   | Diesel               | Surbaissé         | Oui                                          | 17,5 ans                   |
| Irisbus CityBus                         | Tata Hispano             | 21               | 12 m   | Diesel               | Surbaissé continu | Oui                                          | 18 ans                     |
| Irisbus Cityclass                       | Castrosua Versus         | 2                | 12 m   | Gaz naturel comprimé | Surbaissé continu | Oui                                          | 16 ans                     |
| Irisbus Cityclass                       | Tata Hispano Habit       | 6                | 12 m   | Diesel               | Surbaissé continu | Oui                                          | 16 ans                     |
| Irisbus Citelis                         | Tata Hispano             | 21               | 12 m   | Diesel               | Surbaissé continu | Oui                                          | 15,5 ans                   |
| Irisbus Citelis                         | Tata Hispano Habit Artic | 10               | 18 m   | Diesel               | Surbaissé continu | Oui                                          | 13,5 ans                   |
| Irisbus Citelis                         | Castrosua Magnus         | 41               | 12 m   | Diesel               | Surbaissé continu | Oui                                          | 13 ans                     |
| Irisbus Citelis Hybrid (hybride)        | Karosa                   | 1                | 12 m   | Diesel-électrique    | Surbaissé continu | Oui                                          | 7,5 ans                    |
| Iveco Irisbus Urbanway_E                | -                        | 21               | 12 m   | Diesel-électrique    | Surbaissé continu | Oui                                          | 7 ans                      |
| Mercedes-Benz SPRINTER CITY 65M         | -                        | 5                | 7 m    | Diesel-électrique    | Surbaissé continu | Oui                                          | 5,5 ans                    |
| VOLVO 7900 BRLH HIBRIDO E (hybride)     | -                        | 3                | 12 m   | Diesel-électrique    | Surbaissé continu | Oui                                          | 7,5 ans                    |
| Iveco Irisbus Urbanway_A                | -                        | 25               | 18 m   | Diesel-électrique    | Surbaissé continu | Oui                                          | 7 ans                      |
| Iveco Irisbus Urbanway_HYBRID (hybride) | -                        | 11               | 12 m   | Diesel-électrique    | Surbaissé continu | Oui                                          | 4,5 ans                    |
| MAN A22 Lion's City - NL323F New City   | -                        | 15               | 12 m   | Diesel-électrique    | Surbaissé continu | Oui                                          | 5 ans                      |
| MAN A24 Lion's City - NG363F            | -                        | 15               | 20 m   | Diesel-électrique    | Surbaissé continu | Oui                                          | 3 ans                      |
| Mercedes-Benz Citaro K                  | -                        | 4                | 10 m   | Diesel-électrique    | Surbaissé continu | Oui                                          | 5 ans                      |
| Nombre total de véhicules               |                          | 261              |        |                      |                   | Moyenne d'âge estimée des véhicules de l'EMT | 10,6 ans                   |

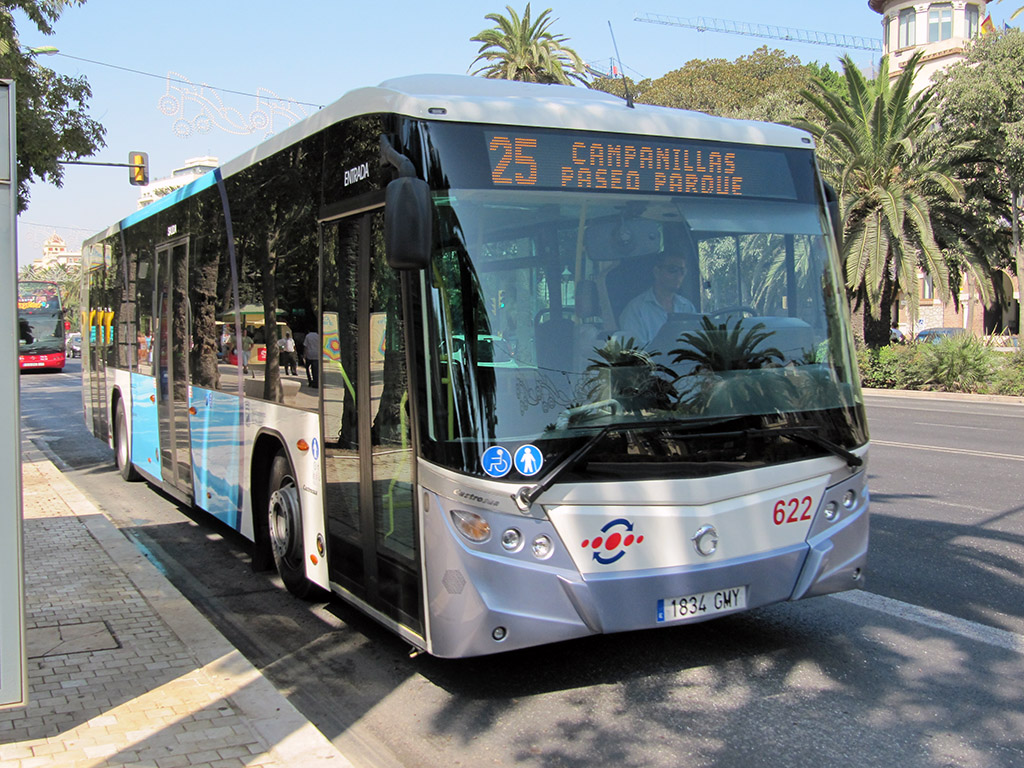
Un autobus Castrosua Magnus de l'EMT

Note : Cette tableau est peut-être périmé : il se peut que les nouvelles acquisitions de véhicules de l'EMT ne soient pas y incluses.

### Services offerts aux clients

#### Servibús
Depuis 2006, l'EMT assure à ses clients le service GPS. Actuellement, les clients de l'EMT peuvent connaître l'arrivée la plus proche de la ligne attendue par trois moyens :
- Des panneaux d'affichage sous les abribus : sous la plupart des abribus de la ville, on trouve des panneaux d'affichage qui montrent régulièrement le temps d'attente pour les différentes lignes d'un arrêt.
- SMS : envoyez par SMS « BUS (espace) + (nombre de l'arrêt) » au 217213, par exemple : BUS 1052. Vous recevrez dans votre portable un message indiquant le temps d'attente estimé.
- Via internet : que ce soit par connexion Wi-Fi ou par connexion 3G, 4G ou 5G, on peut connaître le temps d'attente pour les différentes lignes d'un arrêt en utilisant le code de l'arrêt dans ce site.
- D'autres moyens : on peut connaître le temps d'attente pour les différentes lignes via internet en utilisant Google Maps, ainsi que le parcours des différentes lignes de l'EMT, dans ce site.

#### Application
Maintenant, l'EMT mets à disposition des utilisateurs une application mobile gratuite pour smartphone qui assure les services suivants :
- Barre de recherche des arrêts de bus : introduisez le numéro d'arrêt dans la barre de recherche pour connaître les lignes dont le parcours inclut cet arrêt.
- Localisateur d'arrêts : cette fonction vous permet de connaître quels arrêts sont proches de vous.
- Information sur les lignes : l'application de l'EMT vous informe de toutes les lignes d'autobus de l'entreprise. Tapez sur quelque ligne pour en voir les différentes informations : localisateur (vous pouvez voir son parcours sur la carte, avec ses arrêts respectifs), horaire (son icône étant une horloge, vous pouvez y voir l'heure et le lieu de départ des autobus), et une icône d'un autobus dans certains arrêts, qui vous indique à quel arrêt se trouve exactement l'autobus.
- Mes arrêts : c'est une fonction qui vous permet de signaler vos arrêts préférés pour les trouver ainsi plus rapidement.
- Rechargement : cette fonction vous permet de consulter vos cartes EMT (qu'elles soient ordinaires ou mensuelles) pour savoir quand vous aurez besoin de les recharger.
- Notifications : c'est une fonction qui vous prévient des changements de l'horaire et du parcours des lignes, entre autres choses.
- Comment arriver à... ? : cette fonction vous mène directemen à Google Maps, où vous pourrez consulter la meilleure façon d'arriver au lieu souhaité.
- Codes QR : cela sert à scanner les codes QR situés dans les différents arrêts pour en obtenir l'information.
- Radar : cette fonction vous permet de connaître la localisation des arrêts par rapport à la vôtre.
- Vélos : c'est un service de location de vélos externe à l'EMT. Ce service vous permet de localiser les garages à vélo les plus proches de vous, leur distance par rapport à vous et combien de vélos sont disponibles pour être louées.

#### Service client
Il existe depuis 2004 à Malaga un centre de service à la clientèle situé au 47 avenue Alameda Principal, où on peut publier des plaintes et suggestions, obtenir la carte de bus (aussi disponible dans des bureaux de tabac, kiosques et d'autres points de vente autorisés) et obtenir aussi des plans du réseau d'autobus.
L'EMT dispose aussi d'assistant social.

## Organisation des lignes de l'EMT
Contrairement à d'autres villes, à Malaga, l'EMT ne s'appuie pas sur un schéma de numérotation fixe. La numérotation de la plupart des lignes date de l'époque de la disparition des tramways, où différentes entreprises ont créé ces lignes et les ont exploité jusqu'à ce que l'EMT les a acquises.

### Histoire
Au début, après que l'EMT a acquis toutes les lignes d'autobus existantes, il y avait encore des vides en ce qui concerne les lignes : il existait une ligne pour chaque numéro de 1 à 24, ainsi que de 31 à 37, ces dernières étant des lignes à petite affluence. Il y avait aussi des lignes complémentaires aux lignes 2, 4 et 8 qui sont devenues au fil du temps des lignes indépendantes, mais il n'y avait pas de ligne pour les numéros 25-30.
Ces lignes complémentaires ayant disparu, et de nouveaux services pour le district de Campanillas et pour le quartier de Jarazmín ayant été créés, en 2002, l'EMT avait une ligne pour chaque numéro jusqu'à 38, ainsi que les premiers services de nuit et la ligne spéciale 61. Dès lors, le plan des parcours des lignes a subi de nombreuses modifications et optimisations. La piétonnisation de la rue Alcazabilla et la création du tunnel de l'Alcazaba ont déclenché un processus de centralisation des points de départ des différentes lignes, dispersées alors dans le centre-ville. On a déplacé d'abord le point de départ des lignes 1 et 37 de la rue Postigo de los Abades à l'avenue Alameda Principal, ainsi que le point central des lignes 11, 32, 33, 34 et 35, dont le point de départ était situé à l'avenue Paseo del Parque, et qui y retournaient donc par l'avenue Avenida de Cervantes. Le point de départ de la ligne d'autobus de l'aéroport (la ligne 19) a été aussi déplacé de la rue Postigo de los Abades, mais, à cette ocasion, à l'avenue Paseo del Parque. Les parcours d'autres lignes ont été modifiés aussi de façon à inclure l'avenue Alameda Principal, l'avenue Paseo del Parque ou bien le tunnel mentionné ci-dessus.

#### Disparitions et créations des lignes
Dans le but d'éviter l'existence de parcours très similaires, on a d'abord éliminé l'ancienne ligne 18, qui reliait le port de Malaga au quartier de Carranque. Par conséquent, on a modifié le parcours de la ligne 14 de façon à le faire encore plus similaire à celui de l'ancienne ligne 18, le nouvel parcours n'incluant plus le côté sud de la rue Cómpeta. Donc, au fil du temps, il a devenu nécessaire de modifier le parcours de la ligne 31 pour inclure cette côté de la rue.
À environ ce moment-là, on a créé la troisième ligne de nuit, la ligne N4, qui reliait le centre-ville au district de Puerto de la Torre.
Quelques années plus tard, en 2004, on a essayé d'unifier des lignes pour améliorer la communication entre les différents quartiers de Malaga et le centre-ville. On a considéré d'unifier les anciennes lignes 1 et 12 ainsi que les lignes 2 et 16, mais, finalement, seulement les deux premières ont été unifiées, ce qui a donné lieu à la nouvelle ligne 1, dont le parcours commençait au quartier de Parque del Sur et finissait au quartier de San Andrés. Cependant, il a été en 2006 qu'on a fait une réorganisation importante du plan des lignes d'autobus de la ville. Les anciennes lignes 5 (Conde Ureña - gare ferroviaire de Malaga), 9 (Nueva Málaga - Alameda Principal) et 13 (Paseo de la Farola - Eugenio Gross) ont été éliminées et remplacées par les deux premières lignes à parcours circulaire : les lignes C1 et C2. Celle-ci a été, jusqu'à présent, la dernière réorganisation du plan des lignes d'autobus de la ville, on a fait seulement de petits changements après.
On a essayé que les parcours des lignes à parcours circulaire fussent similaires à ceux des lignes anciennes, mais, au fil du temps, on a fait des changements tels que la suppression du quartier de La Malagueta et de certains arrêts telles que celle de Capilla de calle Agua ('chapelle de la rue Agua') de la ligne C2.
Environ 2009, on a créé la troisième ligne à parcours circulaire : la ligne C3, ainsi que la première ligne express : la ligne 25 Exprés. Cette ligne a été supprimée un an plus tard. Le 27 décembre 2010, on a créé la ligne 9, qui reliait le quartier de Churriana à l'avenue Alameda Principal d'une façon beaucoup plus rapide que l'autre ligne qui donnait service à ce quartier : la ligne 10. En 2011 on a modifié les lignes donnant service à l'aéroport de Malaga : le point de départ de la ligne 19, qui auparavant assurait ce service, a été déplacé à l'avenue Avenida de Manuel Agustín Heredia et on a créé la ligne A Exprés (express) pour reduire ainsi le temps du trajet de l'ancienne ligne 19. Finalement, en octobre 2012, l'ancienne ligne 19 a disparu.
En 2013 il a commencé une restructuration du plan des lignes d'autobus à cause de l'inauguration du métro léger de Malaga à la fin de la même année. Les lignes 3 et 11 ont été affectées, et donc leurs parcours a été allongé jusqu'à Carretera de Olías (dans le quartier d'El Palo) et jusqu'à le campus universitaire de Teatinos, respectivement. De plus, la partie de Carretera de Olías a été supprimé des parcours des lignes 11 et 20. On a créé aussi une nouvelle ligne : la ligne 18 actuelle, qui reliait le district de Ciudad Jardín au campus universitaire de Teatinos.
Après que la concession à Vázquez Olmedo est finie, on a créé la ligne 19 actuelle, avec le même parcours de la ligne 4 jusqu'à Palacio de Ferias (le Palais des congrès et expositions de Malaga), où son parcours change en direction de Campanillas.
Le 14 septembre 2013 on a unifié les anciennes lignes 24 et 26 dans une nouvelle ligne 20 dont le parcours commençait dans le quartier de Los Prados et finissait dans le quartier d'Alegría de la Huerta, dans le district de Ciudad Jardín.
Le 23 novembre 2013 on a modifié le système de transport pour le district de Churriana. Il n'y avait plus seulement deux lignes donnant service à cette zone, mais trois. La nouvelle ligne 5 avait, dès lors, le parcours de l'ancienne ligne 10, en traversant les quartiers de Guadalmar et San Julián, mais sans arriver à la zone de Churriana. Heureusement, la nouvelle ligne 10 a copié le parcours de la ligne 9, la seule différence entre ces deux lignes étant l'accès au centre de Churriana : la ligne 10 y arrive par la rue Torremolinos, alors que la ligne 9 y arrive par le Centre de santé de Churriana, et ensuite leurs parcours se rencontrent. Finalement, l'horaire de la ligne 9 a été modifié pour le coordonner avec celui de la ligne 10, de manière que les deux lignes fussent une seule dans la pratique.
En 2015 on a créé la ligne 62, qui reliait le district de Puerto de la Torre au campus universitaire de Teatinos.
En septembre 2017, on a créé la ligne E, qui reliait directement le PTA (le Parc Technologique d'Andalousie) au centre-ville et dont l'horaire était acceptable pour les travailleurs, contrairement à celui de l'ancienne ligne 25 Exprés (express), qui n'a pas eu de succès pour cette raison.
Cette année on a aussi créé la ligne de nuit N3, dont le parcours était le même que celui de la ligne 19 : cette ligne relie le centre-ville à la gare routière de Malaga, au quartier de Tiro de Pichón, à l'avenue Ortega y Gasset et au district de Campanillas.
En 2017 on a créé aussi la ligne de nuit N5, dont le service était assuré par l'entreprise Vázquez Olmedo, et qui relie le centre-ville au quartier de Guadalmar et au district de Churriana en général.
Le 3 janvier 2018 on a allongé le parcours de la ligne 38 jusqu'au quartier de Carlinda préalablement à un ensemble de modifications concernant les transports publics dans cette zone :
D'abord, le 3 janvier on a créé la ligne 7 actuelle, le résultat de l'unification des anciennes lignes 7 et 16. Cette nouvelle ligne relie directement le quartier de Miraflores de los Ángeles à la gare ferroviaire Málaga-María Zambrano ainsi qu'au centre culturel La Térmica. Cette ligne a une fréquence estimée de 9 minutes en heure de pointe. De plus, les autobus de cette ligne sont des autobus articulés à cause du grand nombre d'utilisateurs des deux lignes anciennes, car les autobus standard de 12 mètres étaient trop petits pour assurer ce service.
Quelques mois plus tard, on a essayé de créer une nouvelle ligne dont le numéro était inconnu, qui aurait été le résultat de l'unification des lignes 38 et 34, et qui aurait rélié le quartier de Camino de Antequera au quartier de El Palo. On aurait employé pour cette ligne les autobus Mercedes de 10 mètres que l'EMT a achetés en 2017.
Ensuite, on a modifié les lignes du quartier de Camino de Antequera. Aujourd'hui, ce sont les lignes 8, 21, 23 et 38 qui relient ce quartier au reste de la ville. On utilise des autobus articulés pour la ligne 8, alors qu'on utilise normalement des autobus standard de 12 mètres pour la ligne 21. La grande affluence de la ligne 21, qui dépasse celle de la ligne 8, a obligé l'EMT à organiser leurs horaires de façon que tous les autobus de la ligne 21 suivissent un autobus de la ligne 8 dans presque chaque trajet pour ne pas être saturés, au lieu d'utiliser des autobus articulés pour la ligne 21 aussi, ce qui aurait été plus logique. D'ailleurs, l'emplacement des arrêts de ces lignes à l'avenue Alameda Principal n'est pas fortuit : l'arrêt de la ligne 8 est légèrement plus proche de la rue Larios de manière que tous les clients de Camino de Antequera utilisent la ligne 8 au détriment de la ligne 21. Enfin, on a décidé de créer la nouvelle macro-ligne 8, le résultat de l'unification des lignes 8 et 21. Cette nouvelle macro-ligne a des autobus articulés et une fréquence estimé de 5 minutes en heure de pointe. Son parcours est le même qu'auparavant entre l'avenue Alameda Principal et le parc Castañón de Mena, et il y a une bifurcation vers l'hôpital Hospital Universitario Virgen de la Victoria pour la ligne 8 et vers le district de Puerto de la Torre pour la ligne 21.
Aussi, on a considéré d'allonger le parcours de la ligne 22 en 2018 jusqu'au district de Puerto de la Torre, ce qui aurait signifié l'unification des lignes 22 et 62, mais on n'a pas mené cette idée à terme.
À cause de la piétonnisation des côtés nord et sud de l'avenue Alameda Principal, les points de départ de beaucoup des lignes de l'EMT ont été déplacés à l'avenue Paseo del Parque. Étant donné cette circonstance, l'EMT a créé la ligne 9 actuelle, le résultat de l'unification des parcours des anciennes lignes 9 et 10, qui relie actuellement le district de Churriana au centre-ville (cependant, la ligne 10 n'a pas disparu). Cette modification a eu lieu parce que, en raison de l'affluence de ces deux lignes, elles demandent des horaires similaires à ceux des lignes 8 et 21, de manière que les autobus des lignes 9 et 10 soient précédés d'un autobus de la ligne 5, dont l'affluence est plus petite, quand ils sont en risque d'être saturés. On a considéré de vraiment unifier ces deux lignes, étant donné les petits problèmes horaires qui provoquent parfois des retards de la ligne 10, mais on n'a pas mené cette idée à terme non plus. Au début, on a considéré d'établir le point de départ de la nouvelle ligne 9 à l'avenue Paseo del Parque et de donner à cette ligne le parcours de la ligne 10 en direction de Churriana, son parcours en direction du centre-ville n'ayant aucune modification. On aurait employé pour la nouvelle ligne 9 aun autobus plus qu'auparavant : 5 autobus standar de 12 mètres au total en heure de pointe, et on aurait déplacé son point de départ. Cependant, ces modifications n'ont été pas menées à terme.

### Numérotation des arrêts de bus
Toutes les arrêts de bus de l'EMT ont un code numérique différent. Ce code est très utile pour utiliser des services tels que Servibús, et son fonctionnement es très simple. Le code a normalement trois ou quatre chiffres, les deux dernières indiquant la position de l'arrêt et la première ou les premières, le numéro plus petit des lignes qui s'y arrêtent ou qui s'y arrêtaient. Les codes actuels montrent que le système de numérotation date d'environ 2005, les codes ayant été créés d'abord pour les employés de l'EMT et rendus publics plus tard pour les clients de l'entreprise.
Ainsi, selon ce système, les points de départ sont numérotés de cette façon : XX01 et XX51, XX étant le numéro de la ligne spécifique. On peut utiliser ce système pour connaître le numéro d'un arrêt spécifique si on ne peut pas le trouver ou s'il n'est pas accessible, mais les modifications qu'on a fait dans les parcours des différentes lignes ont rendu ce système non-linéaire.